# ショウ・ブルバード駅
ショウ・ブルバード駅（ショウ・ブルバードえき、英語: Shaw Boulevard Station、別名: ショウ駅（英語: Shaw Station））は、フィリピン・マニラ首都圏のマンダルヨンにあるマニラMRT3号線の駅。駅名は近くを通るショウ・ブルバードに由来しており、その通り名は付近のワックワック・ゴルフ・アンド・カントリークラブの創設者のウィリアム・ジェームズ・ショウに由来している。MRT3号線の中心に位置しているため、通勤客を中心に「セントラルターミナル」とも呼ばれている。

## 歴史
- 1999年12月15日：開業。

## 駅構造
島式ホーム2面4線を有する高架駅である。通常は外側のホームのみ使用され、内側の2線は臨時列車や留置線として機能している。

## 駅周辺
オルティガス・センターとグリーンフィールド・ビジネス・ディストリクトにまたがって位置している。
- Shangri-La Plaza
- Pavilion Mall
- Starmall EDSA
- Edsa Shangri-La Hotel
- SMメガモール
- St. Francis Square
- The Podium
- AllBank本社
- サン・ミゲル・コーポレーション本社
- フィリピン教育省本部
- University of Asia and the Pacific
- Lourdes School of Mandaluyong
- Astoria Plaza
- PhilSports Arena
- Capitol Commons
- Wack Wack Village
- Wack Wack Golf and Country Club
- CNN Philippines

## ギャラリー

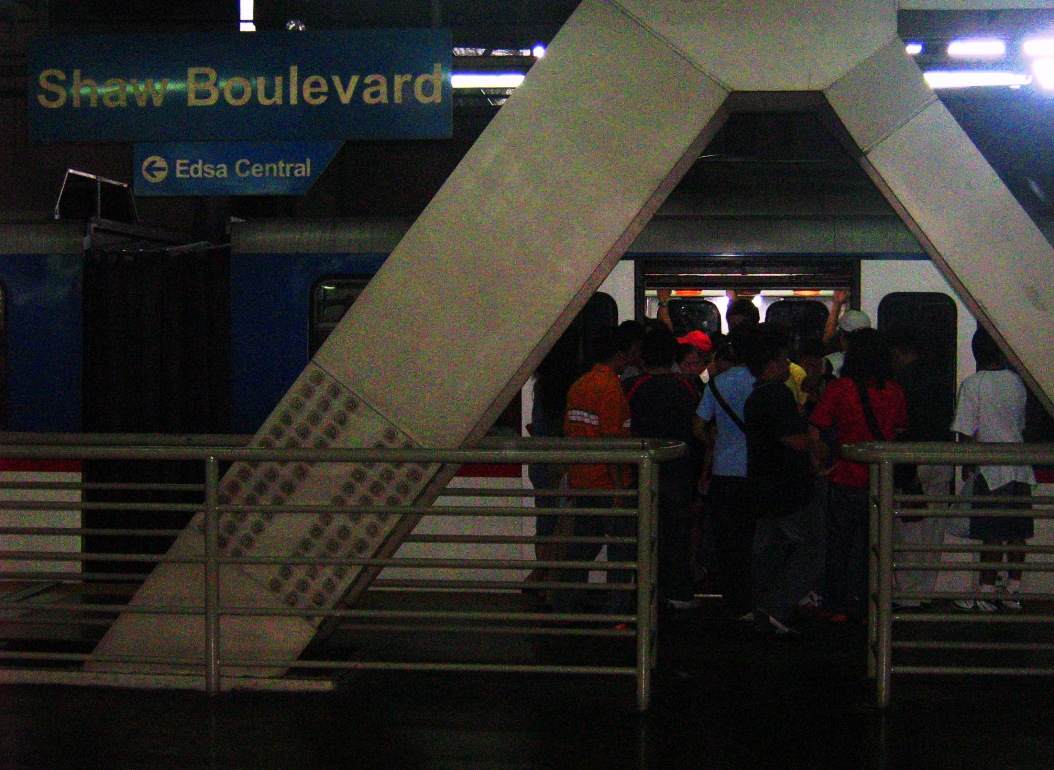
Commuters aboard south-bound train